# Rudolf Szepessy-Sokoll
Rudolf Szepessy-Sokoll, avstro-ogrski častnik, vojaški pilot in letalski as, * 1891, Madžarska, † 6. november 1917, Latisana (KIA).
Nadporočnik Szepessy-Sokoll je v svoji vojaški službi dosegel 5  zračnih zmag.

## Življenjepis
Med prvo svetovno vojno je bil pripadnik Flik 3, Flik 17 in Flik 41J.

## Odlikovanja
- srebrna medalja za hrabrost
- srebrna in bronasta vojaška zaslužna medalja
- viteški križec avstrijskega cesarskega reda Leopolda